# Sven Mattke
Sven Mattke (Nordhausen, 1979) is een Duits acteur, model en zanger.

## Biografie
In 2003 studeerde hij af. Hij speelt vooral in theater. In 2014 speelde hij een van de hoofdrollen in de Vlaamse reeks In Vlaamse velden.

## Filmografie
- 2013: Krimi.de: Einer von uns (televisieserie, een aflevering)
- 2014: In Vlaamse velden (televisieserie)
- 2016: Ohne Sie (korte speelfilm)
- 2018: Familie Dr. Kleist – Ein rabenschwarzer Tag (televisieserie, een aflevering)
- 2018: Familie Dr. Kleist – Atemlos (televisieserie, een aflevering)
- 2022: On the Run (korte film)

## Theater (selectie)
- 2007: Frühlings Erwachen!, regie: Nuran David Calis, rol: Ernst Röbel – Staatstheater Hannover
- 2008: Harold und Maude, regie: Susanne Lietzow, rol: Harold Chasen – Staatstheater Hannover
- 2008: A Clockwork Orange, regie: Heidelinde Leutgöb, rol: George – Staatstheater Hannover
- 2009: Cyrano de Bergerac, regie: Heidelinde Leutgöb, rol: graaf Guiche – Staatstheater Hannover
- 2009: Der Kirschgarten, regie: Lars-Ole Walburg, rol: Jascha – Staatstheater Hannover
- 2010: Die schmutzigen Hände, regie: André Rößler, rol: Hugo – Hessisches Landestheater Marburg
- 2010: The Black Rider, regie: Matthias Faltz, rol: Wilhelm – Hessisches Landestheater Marburg
- 2011: Don Karlos, regie: Roscha A. Säidow, rol: Karlos – Hessisches Landestheater Marburg
- 2012: Antigone, regie: André Rößler, rollen: Eteokles/Haimon/Teiresias – Hessisches Landestheater Marburg
- 2013: Der Geizige, regie: Stephan Suschke, rol: Valère – Mainfranken Theater Würzburg
- 2013: König Lear, regie: Stephan Suschke, rol: Edgar – Mainfranken Theater Würzburg
- 2014: Der Kaufmann von Venedig, regie: Stephan Suschke, rol: Bassiano – Mainfranken Theater Würzburg
- 2014: Tschick, regie: Nele Neitzke, rol: Maik Klingenberg – Mainfranken Theater Würzburg
- 2014: Buddenbrooks, regie: Malte Kreutzfeld, rol: Thomas Buddenbrook – Mainfranken Theater Würzburg
- 2015: Krieg und Frieden, regie: Malte Kreutzfeld, rol: Andrej Bolkonskij – Mainfranken Theater Würzburg
- 2016: Romeo und Julia, regie: Antje Thoms, rollen: Tybalt/Paris – Landestheater Linz
- 2016: Tod eines Handlungsreisenden, regie: Katrin Plötner, rol: Happy – Landestheater Linz
- 2017: Das Goldene Vlies, regie: Susanne Lietzow, rol: Jason – Landestheater Linz
- 2017: Ein Volksfeind, regie: Christoph Diem, rol: Hovstad – Landestheater Linz
- 2017: Leben des Galilei, regie: Katrin Plötner, rol: inquisiteur – Landestheater Linz
- 2019: Der aufhaltsame Aufstieg des Arturo Ui, regie: Annette Pullen, rollen: Flake/groentehandelaar/rechter – Theater Erlangen
- 2020–2022: Cabaret, regie: Ulrich Waller, rol: Cliff Bradshaw – Hansa-Theater
- 2021: Titanic – Das Musical, regie: Toni Burkhardt, rollen: Edgar Beans/Isidor Straus/J. H. Rogers – Mecklenburgisches Staatstheater Schwerin
- 2021–2022: Bang Boom Bang gebaseerd op de film van Peter Thorwarth, regie: André Rößler, rol: Andy – Burghofbühne Dinslaken